# Alexandre le Gallo
Alexandre le Gallo (...) è un giocatore di football americano francese che gioca come linebacker per gli Argonautes d'Aix-en-Provence.

## Palmarès
- 1 World Games (2017)